# 城間盛久
城間 盛久（ぐすくま せいきゅう、1542年4月10日（嘉靖21年3月26日）　-　1612年4月26日（萬暦40年3月26日））は、琉球王国の官僚、政治家、書道家。翁氏永山殿内2世で童名は太郎金、号を瑞岩といい、唐名は翁 寄松。書においては、鎌倉時代の能書家・尊円法親王が興した書流の尊円流を汲むことから、尊円城間（そんえんぐすくま）と称された。
1601年から1605年までは三司官を務めて日本との親睦を深めるが、1605年、謝名利山は法司官であった城間を讒言により百姓の身分に貶め、自らこれに成り代わった。

## 系譜
- 父：国頭親方盛順（翁壽祥）
- 母：馬氏眞加戸（浦添親方馬良憲の娘）
- 妻：思乙（麻氏大里親方盛行の娘）
- 継室：思戸（宗邊親雲上永泰の娘）
- 長女：眞鍋（生年不詳。尚氏豊見城王子朝喬に嫁す。万暦36年〈1608年〉3月6日卒。号は鶴遊。）
- 長男：盛増（城間鎖親雲上。別家として分家。）
- 次男：盛竪（平良親方。別家として分家。）
- 三男：具志川親方盛継（家系内に留まる。唐名翁寿慶）
- 次女：思戸（生年不詳。医師松岩法印に嫁す。母は側室。崇禎7年〈1634年〉4月13日卒。号は竹心。）
- 三女：思乙（生年不詳。向氏大里按司朝生に嫁す。順治8年〈1651年〉8月3日卒。号は梅岳。）
- 四女：眞鍋（生年不詳。母は側室宮城掟親雲上の娘。毛氏又吉親雲上盛政に嫁す。順治2年〈1645年〉10月15日卒。号は梅天。）
- 五女：思乙（生年不詳。毛氏池城親方安續に嫁す。順治15年〈1658年〉4月14日卒。号は不詳〈□瑞〉。）
- 四男：盛忠（母の名不詳。別家として分家。）
- 五男：盛政（母は姉の眞鍋と同腹。別家として分家。）

## 登場作品
- 『琉球の風』（1993年1月～6月、NHK大河ドラマ、演：山崎満